# Konrad Dietzfelbinger
Konrad Dietzfelbinger (* 1940) ist ein deutscher Autor und Übersetzer. 

## Leben und Wirken
Dietzfelbinger, diplomierter Soziologe und promovierter Germanist, wuchs in einer ausgeprägt christlichen Umgebung auf. Schon früh suchte er im Glaubenschristentum ein tieferes spirituelles Christentum. Eins seiner Hauptanliegen, welche in seinen Schriften Ausdruck finden, ist, das ursprüngliche Christentum herauszuarbeiten.
Dietzfelbinger arbeitete von 1980 bis 1990 als Verlagslektor und Leiter eines Verlages. Hiernach wechselte er in die Selbstständigkeit und ist seitdem als Übersetzer, Herausgeber und Autor in München tätig.
Sein wissenschaftliches und literarisches Interesse gilt besonders religiösen und spirituellen Texten.

## Werke (Auswahl)
- Der spirituelle Weg des Christentums. Das Markusevangelium als Modell. Ein spiritueller Kommentar. Eugen Diederichs Verlag, München 1998.
- Die Bibel. Heinrich Hugendubel Verlag, Kreuzlingen/München 2001, ISBN 3-7205-2265-2.
- Die Geburt des wahren Selbst im Menschen. Die Botschaft Jesu für unsere Zeit im Lukasevangelium. Ein spiritueller Kommentar. Verlag Via Nova, Petersberg b. Fulda  2003.
- Pythagoras. Spiritualität und Wissenschaft. Königsdorfer Verlag, Königsdorf 2005, ISBN 3-9807847-5-4.
- Nietzsches Erleuchtung. Königsdorfer Verlag, Königsdorf 2006, ISBN 3-9807847-7-0.
- Jesus – der vollkommen spirituelle Mensch. Mysterienweisheit im Johannesevangelium. Verlag Via Nova, Petersberg b. Fulda  2007, ISBN 978-3-86616-084-2.
- Kafkas Geheimnis. Eine Interpretation von Franz Kafkas „Betrachtungen über Sünde, Leid, Hoffnung und den wahren Weg“. Königsdorfer Verlag, 2007, ISBN 978-3-938156-11-7.
- Die Geistesschule des Goldenen Rosenkreuzes. Lectorium Rosicrucianum. Eine spirituelle Gemeinschaft der Gegenwart. Königsdorfer Verlag, (Online-Ausgabe  auf www.rosenkreuz.de)
- als Hrsg.: Apokryphe Evangelien aus Nag Hammadi. Die Entdeckung, die die Grundfesten des Christentums erschütterte. 4. Auflage Nikol, Hamburg 2007, ISBN 978-3-937872-81-0.
- Werdet vollkommen. Die Bestimmung des Menschen im Evangelium nach Matthäus. Verlag Via Nova, Petersberg b. Fulda  2011.
- Das Christentum verstehen... Eine neue Perspektive. Königsdorfer Verlag, 2017, ISBN 978-3-938156-36-0.
- Der Erlösungsweg in den vier Evangelien und der Apokalypse. Königsdorfer Verlag, 2017, ISBN 978-3-938156-38-4.
- Der spirituelle Weg des Christentums. Das Markusevangelium als Modell. 2. erw. Aufl., Königsdorfer Verlag, 2019, ISBN 978-3-938156-42-1.
- Orpheus singt. Rilkes „Elegien“ und „Sonette an Orpheus“. Eine Interpretation. Königsdorfer Verlag, 2020, ISBN 978-3-938156-43-8.
- Paulus. Von Jahwe zu Christus. Königsdorfer Verlag, 2021, ISBN 978-3-938156-45-2.